# Усуга, Дайро Антонио
Дайро Антонио У́суга Давид (исп. Dairo Antonio Úsuga David) — колумбийский наркоторговец, самый разыскиваемый наркобарон Колумбии. Дайро Усуга является лидером группы наркобизнеса «Клан Персидского залива» (исп. Los Urabeños) и известен под своим прозвищем Отониэль.
В 2015 году BBC сообщила, что 1200 колумбийских полицейских по борьбе с наркотиками были вовлечены в поиски Усуги. В том же году разбился вертолет колумбийской полиции, разыскивающий Усугу Давида, в результате чего погибло 18 человек. В 2017 году Госдепартамент США предложил награду в размере 5 миллионов долларов за информацию, ведущую к его аресту Также в 2017 году колумбийская полиция по борьбе с торговлей людьми сбросила с вертолетов листовки, предлагая награду в размере 5 миллионов долларов за информацию, ведущую к его задержанию .
В октябре 2021 года полиция Колумбии вместе с армией и авиацией захватили Усугу в отдаленных горах Колумбии, недалеко от границы с Панамой. При задержании погиб полицейский. О поимке преступника объявил президент страны Иван Дуке.